# Холм (Курская область)
Холм — хутор в Льговском районе Курской области России. Входит в состав Густомойского сельсовета.

## География
Хутор находится на реке Прутище (левый приток Сейма), в 45 км от российско-украинской границы, в 76 км к западу от Курска, в 12 км к северо-западу от районного центра — города Льгов, в 10 км от центра сельсовета — села Густомой.
Климат
Холм, как и весь район, расположен в поясе умеренно континентального климата с тёплым летом и относительно тёплой зимой (Dfb в классификации Кёппена).
Часовой пояс
Хутор Холм, как и вся Курская область, находится в часовой зоне МСК (московское время). Смещение применяемого времени относительно UTC составляет +3:00.

## Население
| 2002 | 2010 |
| ---- | ---- |
| 14   | ↘9   |

## Инфраструктура
Личное подсобное хозяйство. В хуторе 7 домов.

## Транспорт
Холм находится в 10 км от автодороги регионального значения 38К-017 (Курск — Льгов — Рыльск — граница с Украиной) как часть европейского маршрута E38, в 11 км от автодороги 38К-023 (Льгов — Конышёвка), в 16 км от автодороги межмуниципального значения 38Н-144 (Конышёвка — Макаро-Петровское с подъездами к селам Беляево и Черничено), в 5 км от автодороги 38Н-152 (38Н-144 — Шустово — Коробкино), в 11,5 км от ближайшей ж/д станции Шерекино (линия Навля — Льгов I).
В 158 км от аэропорта имени В. Г. Шухова (недалеко от Белгорода).